# Potentilla ibrahimiana
Potentilla ibrahimiana är en rosväxtart som beskrevs av René Charles Maire. Potentilla ibrahimiana ingår i Fingerörtssläktet som ingår i familjen rosväxter. Inga underarter finns listade i Catalogue of Life.